# Route nationale 29
La route nationale 29 (RN 29 o N 29) è stata una strada nazionale lunga 247 km che partiva da Sainte-Marie-des-Champs e terminava a La Capelle. È stata in parte affiancata dall'Autoroute A29.

## Percorso
Aveva inizio poco ad est di Yvetot dall'ex N15. Inizialmente andava in direzione nord-est fino a Yerville, poi passava per Tôtes e, tra Maucomble e Neufchâtel-en-Bray, possedeva un tratto in comune con l'ex N28, oggi declassata a D928. Dall'inizio fino ad Aumale è declassata a D929, mentre da Le Coq-Gaulois (Morvillers-Saint-Saturnin) si chiama D1029. Fra queste due località aveva sostituito la N15bis.
In seguito raggiungeva Amiens, dove passa l'ex N1. Da qui a Longueau condivideva una parte con la N35 e fino a San Quintino aveva rimpiazzato la N44, già N336. A partire da San Quintino la strada coincide con l'E44. Oltrepassata Guise, la N29 si concludeva a La Capelle all'incrocio con la N2.
Prima degli anni settanta, invece, da Amiens si dirgeve ad Albert e Bapaume (oggi è denominata D929) per poi raggiungere il Belgio dopo aver servito Cambrai e Valenciennes (questo tratto venne sostituito dalla N30).